# Tour de Tirol
Le Tour de Tirol est une course à pied par étapes comprenant une course de 10 kilomètres, le Söller Zehner, un marathon de montagne, le Kaisermarathon et un trail de 23 km, le Pölven Trail. Il se déroule autour du village de Söll dans le Tyrol en Autriche. Il a été créé en 2006.

## Histoire
En 2006, Martin Kaindl souhaite créer un évènement unique de course à pied afin de promouvoir le Land du Tyrol. Il s'inspire des grands tours cyclistes pour créer une course à pied par étapes sur 3 jours avec l'intention de le rallonger à 6 jours par la suite. Afin d'offrir une expérience variée tout en découvrant le Tyrol, trois courses différentes sont proposées. L'Alpbachtaler Zehner, une course de 10 kilomètres à Alpbach, le Kaisermarathon, un marathon de montagne dont l'arrivée est donnée au sommet du Hohe Salve et le semi-marathon de Kaiserwinkl autour du Walchsee. Lors de cette première édition, le Kaisermarathon part depuis Kitzbühel. Le départ est déplacé à Söll l'année suivante,.
L'édition 2009 accueille le Challenge mondial de course en montagne longue distance qui se déroule sur le Kaisermarathon. Grand favori, le Néo-Zélandais Jonathan Wyatt participe à l'entier du Tour. Lors du marathon, il se fait cependant dépasser par l'orienteur Marc Lauenstein qui remporte la victoire et le titre avec 6 minutes d'avance. La Tchèque Anna Pichrtová s'impose chez les femmes en battant le record du parcours.
En 2011, pour des questions d'organisation, les trois étapes sont regroupées autour de Söll. La course de 10 kilomètres s'effectue désormais sur une boucle de 3,3 km à parcourir trois fois. Elle est renommée Söller Zehner. Le semi-marathon s'effectue également sur une boucle de 3,475 km à parcourir six fois. Cette même année, le Kaisermarathon rejoint la dernière saison de la Mountain Marathon Cup, regroupant les marathons de la Jungfrau, de Zermatt et du Liechtenstein.
En 2014, en réactions aux remarques de nombreux concurrents qui ne souhaitaient plus un semi-marathon comme troisième étape, les organisateurs le remplacement par un trail de 23 km, le Pölven-Trail, qui effectue le tour du Pölven avec un point culminant au Juffinger Jöchl à 1 181 m d'altitude. Cette première édition du Pölven Trail accueille les championnats d'Autriche de Speedtrail. Stefan Paternoster et Katharina Zipser remportent la victoire et le titre,.
L'édition 2020 est annulée en raison de la pandémie de Covid-19.
Pour fêter les 15 ans de l'événement, l'édition 2021 ajoute un ultra-trail inédit de 77 km à la manifestation.

## Parcours

### Kaisermarathon
Le départ est donné dans le village de Söll. Après une première boucle jusqu'au hameau de Ried, le parcours part en direction du village de Schattenseite puis monte sur le Hartkaiser. Le parcours redescend ensuite sur l'alpage de Tanzbodenalm où il passe à travers le restaurant. Le parcours descend légèrement jusqu'au Filzalmsee et entame la montée finale, d'abord légère jusqu'au parc d'Hexenwasser, puis plus raide jusqu'au sommet du Hohe Salve. Il mesure 42,2 km pour 2 345 m de dénivelé positif total.
La première édition en 2006 utilise un parcours différent avec un départ à Kitzbühel et une arrivée à Ellmau.
En 2011, des chutes de neige jusqu'à 800 m d'altitude contraignent les organisateurs à utiliser un parcours de remplacement. Prévu sur trois boucles, seules deux sont courues pour un total de 28,5 km.
De fortes pluies et des températures froides en 2019 forcent les organisateurs à abaisser l'arrivée à Hexenwasser. Le parcours est raccourci à 35 km.

### Pölven Trail
Le départ est donné dans le village de Söll. Il effectue le tour du Pölven dans le sens anti-horaire. Le parcours traverse la carrière de Bad Häring sur un chemin ouvert uniquement pour la course. Le parcours effectue ensuite l'ascension du Juffinger Joch et la descente jusqu'à l'arrivée à Söll. Il mesure 23,4 km pour 1 240 m de dénivelé positif total.

## Vainqueurs

### Tour de Tirol
| Année | Hommes                                              | Temps                                               | Femmes                                              | Temps                                               |
| ----- | --------------------------------------------------- | --------------------------------------------------- | --------------------------------------------------- | --------------------------------------------------- |
| 2006  | Jonathan Wyatt                                      | 4 h 38 min 3 s                                      | Patrizia Rausch                                     | 6 h 2 min 30 s                                      |
| 2007  | Jonathan Wyatt                                      | 4 h 42 min 34 s                                     | Patrizia Rausch                                     | 6 h 7 min 38 s                                      |
| 2008  | Jonathan Wyatt                                      | 4 h 51 min 23 s                                     | Monika Feuersinger                                  | 6 h 15 min 47 s                                     |
| 2009  | Raymond Kemboi Chemungor                            | 4 h 53 min 58 s                                     | Veronika Ulrich                                     | 6 h 12 min 59 s                                     |
| 2010  | Henry Kemboi                                        | 4 h 51 min 14 s                                     | Tanja Amiet                                         | 6 h 11 min 22 s                                     |
| 2011  | Adams Kovács                                        | 3 h 35 min 51 s                                     | Jasmin Nunige                                       | 4 h 1 min 54 s                                      |
| 2012  | Patrick Wieser                                      | 4 h 45 min 55 s                                     | Jasmin Nunige                                       | 5 h 37 min 53 s                                     |
| 2013  | Adams Kovács                                        | 5 h 3 min 4 s                                       | Simona Staicu                                       | 6 h 5 min 0 s                                       |
| 2014  | Robbie Simpson                                      | 5 h 33 min 15 s                                     | Timea Merényi                                       | 6 h 39 min 18 s                                     |
| 2015  | Robbie Simpson                                      | 5 h 31 min 42 s                                     | Jasmin Nunige                                       | 6 h 58 min 56 s                                     |
| 2016  | Patrick Wieser                                      | 5 h 54 min 7 s                                      | Jasmin Nunige                                       | 6 h 32 min 57 s                                     |
| 2017  | Patrick Wieser                                      | 6 h 6 min 9 s                                       | Michelle Maier                                      | 6 h 39 min 17 s                                     |
| 2018  | Robert Gruber                                       | 6 h 16 min 20 s                                     | Michelle Maier                                      | 6 h 45 min 11 s                                     |
| 2019  | Gábor Józsa                                         | 5 h 28 min 12 s                                     | Sintayehu Kibebo                                    | 6 h 14 min 57 s                                     |
| 2020  | Course annulée en raison de la pandémie de Covid-19 | Course annulée en raison de la pandémie de Covid-19 | Course annulée en raison de la pandémie de Covid-19 | Course annulée en raison de la pandémie de Covid-19 |
| 2021  | Thomas Roach                                        | 5 h 43 min 25 s                                     | Charlotte Dewilde                                   | 7 h 3 min 53 s                                      |
| 2022  | Thomas Roach                                        | 5 h 46 min 18 s                                     | Anja Kobs                                           | 7 h 26 min 41 s                                     |
| 2023  | Thomas Roach                                        | 5 h 38 min 3 s                                      | Silvia Schwaiger                                    | 6 h 50 min 18 s                                     |
| 2024  | Thomas Roach                                        | 5 h 54 min 48 s                                     | Silvia Schwaiger                                    | 7 h 3 min 2 s                                       |

### Alpbachtaler Zehner/Söller Zehner
| Année | Hommes                                              | Temps                                               | Femmes                                              | Temps                                               |
| ----- | --------------------------------------------------- | --------------------------------------------------- | --------------------------------------------------- | --------------------------------------------------- |
| 2006  | Micah Kemboi                                        | 31 min 31 s                                         | Olha Newkapsa                                       | 36 min 13 s                                         |
| 2007  | Jonathan Koilegei                                   | 29 min 47 s                                         | Inna Lebedeva                                       | 37 min 24 s                                         |
| 2008  | Daniel Bett                                         | 32 min 5 s                                          | Elizabeth Hawker                                    | 37 min 21 s                                         |
| 2009  | Raymond Kemboi Chemungor                            | 32 min 1 s                                          | Veronika Ulrich                                     | 37 min 25 s                                         |
| 2010  | Daniel Bett                                         | 30 min 59 s                                         | Juliane Straub                                      | 38 min 27 s                                         |
| 2011  | Adams Kovács                                        | 31 min 27 s                                         | Jasmin Nunige                                       | 35 min 57 s                                         |
| 2012  | Adams Kovács                                        | 32 min 47 s                                         | Jasmin Nunige                                       | 37 min 29 s                                         |
| 2013  | Henry Kemboi                                        | 31 min 33 s                                         | Simona Staicu                                       | 37 min 30 s                                         |
| 2014  | Robbie Simpson                                      | 34 min 5 s                                          | Timea Merényi                                       | 38 min 45 s                                         |
| 2015  | Robbie Simpson                                      | 33 min 33 s                                         | Emmie Collinge                                      | 37 min 2 s                                          |
| 2016  | Henry Kemboi                                        | 33 min 19 s                                         | Jasmin Nunige                                       | 38 min 10 s                                         |
| 2017  | Patrick Wieser                                      | 34 min 48 s                                         | Michelle Maier                                      | 38 min 37 s                                         |
| 2018  | Levente Tugyi                                       | 34 min 35 s                                         | Michelle Maier                                      | 38 min 16 s                                         |
| 2019  | Gábor Józsa                                         | 34 min 2 s                                          | Sintayehu Kibebo                                    | 39 min 43 s                                         |
| 2020  | Course annulée en raison de la pandémie de Covid-19 | Course annulée en raison de la pandémie de Covid-19 | Course annulée en raison de la pandémie de Covid-19 | Course annulée en raison de la pandémie de Covid-19 |
| 2021  | Thomas Roach                                        | 33 min 12 s                                         | Charlotte Dewilde                                   | 39 min 24 s                                         |
| 2022  | Thomas Roach                                        | 33 min 7 s                                          | Anja Kobs                                           | 41 min 42 s                                         |
| 2023  | Thomas Roach                                        | 32 min 34 s                                         | Silvia Schwaiger                                    | 39 min 44 s                                         |
| 2024  | Thomas Roach                                        | 34 min 9 s                                          | Nadine Hübel                                        | 38 min 45 s                                         |

### Kaisermarathon
| Année | Hommes                                              | Temps                                               | Femmes                                              | Temps                                               |
| ----- | --------------------------------------------------- | --------------------------------------------------- | --------------------------------------------------- | --------------------------------------------------- |
| 2006  | Jonathan Wyatt                                      | 2 h 53 min 4 s                                      | Patrizia Rausch                                     | 3 h 56 min 19 s                                     |
| 2007  | Jonathan Wyatt                                      | 3 h 3 min 40 s                                      | Patrizia Rausch                                     | 4 h 4 min 1 s                                       |
| 2008  | Jonathan Wyatt                                      | 3 h 6 min 43 s                                      | Monika Feuersinger                                  | 4 h 5 min 24 s                                      |
| 2009  | Marc Lauenstein                                     | 3 h 6 min 20 s                                      | Anna Pichrtová                                      | 3 h 28 min 57 s                                     |
| 2010  | Henry Kemboi                                        | 3 h 12 min 2 s                                      | Simona Staicu                                       | 3 h 41 min 17 s                                     |
| 2011  | Adams Kovács                                        | 1 h 55 min 52 s                                     | Jasmin Nunige                                       | 2 h 10 min 58 s                                     |
| 2012  | Patrick Wieser                                      | 3 h 3 min 28 s                                      | Jasmin Nunige                                       | 3 h 39 min 47 s                                     |
| 2013  | Gerd Frick                                          | 3 h 15 min 50 s                                     | Kathrin Götz                                        | 4 h 3 min 37 s                                      |
| 2014  | Robbie Simpson                                      | 3 h 11 min 38 s                                     | Timea Merényi                                       | 3 h 47 min 54 s                                     |
| 2015  | Robbie Simpson                                      | 3 h 9 min 55 s                                      | Michaela Mertová                                    | 3 h 46 min 41 s                                     |
| 2016  | Patrick Wieser                                      | 3 h 28 min 54 s                                     | Michelle Maier                                      | 3 h 41 min 56 s                                     |
| 2017  | Patrick Wieser                                      | 3 h 25 min 32 s                                     | Michelle Maier                                      | 3 h 48 min 28 s                                     |
| 2018  | Moritz Auf der Heide                                | 3 h 27 min 54 s                                     | Michelle Maier                                      | 3 h 49 min 52 s                                     |
| 2019  | Gábor Józsa                                         | 2 h 46 min 29 s                                     | Sintayehu Kibebo                                    | 3 h 12 min 31 s                                     |
| 2020  | Course annulée en raison de la pandémie de Covid-19 | Course annulée en raison de la pandémie de Covid-19 | Course annulée en raison de la pandémie de Covid-19 | Course annulée en raison de la pandémie de Covid-19 |
| 2021  | Thomas Roach                                        | 3 h 22 min 29 s                                     | Charlotte Dewilde                                   | 4 h 8 min 57 s                                      |
| 2022  | Thomas Roach                                        | 3 h 30 min 49 s                                     | Anja Kobs                                           | 4 h 25 min 38 s                                     |
| 2023  | Thomas Roach                                        | 3 h 19 min 38 s                                     | Laura Hampel                                        | 3 h 54 min 43 s                                     |
| 2024  | Thomas Roach                                        | 3 h 30 min 12 s                                     | Silvia Schwaiger                                    | 4 h 9 min 47 s                                      |

### Semi-marathon de Kaiserwinkl
| Année | Hommes                   | Temps          | Femmes               | Temps           |
| ----- | ------------------------ | -------------- | -------------------- | --------------- |
| 2006  | Micah Kemboi             | 1 h 9 min 41 s | Antonella Confortola | 1 h 22 min 11 s |
| 2007  | Jonathan Wyatt           | 1 h 8 min 4 s  | Inna Lebedeva        | 1 h 20 min 32 s |
| 2008  | Daniel Bett              | 1 h 8 min 9 s  | Elizabeth Hawker     | 1 h 21 min 57 s |
| 2009  | Raymond Kemboi Chemungor | 1 h 7 min 5 s  | Hellen Jepkurgat     | 1 h 22 min 36 s |
| 2010  | Daniel Bett              | 1 h 6 min 28 s | Sabine Hofer         | 1 h 22 min 20 s |
| 2011  | Adams Kovács             | 1 h 8 min 30 s | Jasmin Nunige        | 1 h 14 min 57 s |
| 2012  | Adams Kovács             | 1 h 8 min 28 s | Jasmin Nunige        | 1 h 20 min 36 s |
| 2013  | Henry Kemboi             | 1 h 8 min 47 s | Simona Staicu        | 1 h 20 min 23 s |

### Pölven Trail
| Année | Hommes                                              | Temps                                               | Femmes                                              | Temps                                               |
| ----- | --------------------------------------------------- | --------------------------------------------------- | --------------------------------------------------- | --------------------------------------------------- |
| 2014  | Stefan Paternoster                                  | 1 h 42 min 18 s                                     | Katharina Zipser                                    | 2 h 6 min 53 s                                      |
| 2015  | Robbie Simpson                                      | 1 h 48 min 12 s                                     | Jasmin Nunige                                       | 2 h 13 min 30 s                                     |
| 2016  | Henry Kemboi                                        | 1 h 49 min 45 s                                     | Jasmin Nunige                                       | 2 h 5 min 18 s                                      |
| 2017  | Shaban Mustafa                                      | 1 h 58 min 35 s                                     | Michelle Maier                                      | 2 h 12 min 11 s                                     |
| 2018  | Christian Kreidl                                    | 2 h 0 min 48 s                                      | Michelle Maier                                      | 2 h 17 min 2 s                                      |
| 2019  | Andi Rieder                                         | 2 h 3 min 55 s                                      | Sintayehu Kibebo                                    | 2 h 22 min 43 s                                     |
| 2020  | Course annulée en raison de la pandémie de Covid-19 | Course annulée en raison de la pandémie de Covid-19 | Course annulée en raison de la pandémie de Covid-19 | Course annulée en raison de la pandémie de Covid-19 |
| 2021  | Thomas Roach                                        | 1 h 47 min 43 s                                     | Charlotte Dewilde                                   | 2 h 15 min 31 s                                     |
| 2022  | Thomas Roach                                        | 1 h 42 min 21 s                                     | Nora Havlínová                                      | 2 h 8 min 51 s                                      |
| 2023  | Thomas Roach                                        | 1 h 45 min 50 s                                     | Nadine Hübel                                        | 2 h 5 min 47 s                                      |
| 2024  | Thomas Roach                                        | 1 h 50 min 26 s                                     | Nadine Hübel                                        | 2 h 8 min 48 s                                      |

### Hohe Salve Ultra Trail
| Année | Hommes           | Temps           | Femmes             | Temps          |
| ----- | ---------------- | --------------- | ------------------ | -------------- |
| 2021  | Jack Chamberlain | 8 h 20 min 42 s | Sabrina Exenberger | 9 h 39 min 2 s |

### Filmographie
- (de + en) Tour de Tirol, film documentaire réalisé en 2016 par Alexander Sass